# ایرنه
ایرنه (به یونانی: Ειρήνη η Αθηναία) (به انگلیسی: Irene Sarantapechaina) (زادهٔ پیرامون ۷۵۲ در آتن – درگذشتهٔ ۹ اوت ۸۰۳ در لسبوس) امپراتریس همسر بیزانس با ازدواج با امپراتور لئوی چهارم از ۷۷۵ تا ۷۸۰، نایب السلطنه در زمان اقلیت پسرش کنستانتین ششم از ۷۸۰ تا ۷۹۰، حاکم مشترک از ۷۹۲ تا ۷۹۷، و سرانجام تنها حاکم و اولین امپراتریس سلطنتی امپراتوری بیزانس از ۷۹۷ تا ۸۰۲ بود. او عضوی از خانواده بسیار برجسته سیاسی سارانتاپیچوس بود، که به عنوان عروس لئو چهارم انتخاب شد دلایل ناشناخته ای در سال ۷۶۸ در مورد ازدواجشان وجود دارد. او در عین حال یکی از قدیسه‌های کلیسای ارتودوکس یونان به‌شمار می‌رود زیرا نقشی مهم در بازگردانی جایگاه شمایل‌های مذهبی به امپراتوری روم شرقی داشت، حتی اگر شوهرش سرسختانه شمایل گرای بود، او همدردی های مذهب آیکونوفیل را داشت. او در زمان سلطنت خود به عنوان نایب السلطنه، شورای دوم نیقیه را در سال ۷۸۷ فراخواند، که شمایل نگاری را بدعت گذار محکوم کرد و به اولین دوره شمایل نمایی (۷۳۰–۷۸۷) پایان داد.
با رسیدن به سن بلوغ کنستانتین، پسر ایرنه، او از تحت تأثیر خودسرانه، استبدادی و قدرتمند مادرش بدش آمده و خارج شد. در اوایل دهه ۷۹۰، چندین شورش تلاش کردند کنستانین را به عنوان تنها حاکم اعلام کنند که در همه این ها خود امپراتور جوان نقش داشت، اما ایرنه تمامی شورش‌ها را خنثی کرد، اما در نهایت یک شورش بسیار بزرگ در آناتولی با نام "زنان نمی‌توانند حکومت کنند و ما نام ایرنه را در مقابل امپراتور کنستانتین قرار نخواهیم داد، اما مانند قبل امپراتور کنستانتین را مقابل ایرنه خواهیم گذاشت" با موفقیت امپراتریس ایرنه را سرنگون کرد و با موفقیت آمیز کنستانین تنها حاکم شد، ایرنه هم از دربار اخراج و به رودوس به یک صومعه منتقل شد. در عین حال حکومت یگانه کنستانتین موفقیت آمیز نبود و در سال ۷۹۲، کنستانتین مادرش را از صومعه بازگرداند، او مجدد در همه قدرت‌های حاکم بر امپراتوری به عنوان حاکم مشترک با کنستانتین مستقر شد و نفوذها و رفتارهای کنترل کننده خود را بر پسرش دوباره اعمال کرد و توانست دستورات پسرش را زیر نظر گرفته و به میل خود هرگونه تاثیر و نقش فعال بر امپراتوری بگذارد.
در سال ۷۹۷، ایرنه با دسیسه‌های حرفه‌ای و مرموز، با اسقف‌ها، ژنرال‌ها و وزرا حکمرانی مشترک خود را با کنستانتین به کلی سرنگون کرد و چشمان پسرش را بیرون آورد و او را چنان معلول کرد که به احتمالاً بسیار زیاد چند روز بعد درگذشت یا تا سال ۸۰۵ در زندان بود. ایرنه با مرگ یا زندانی شدن پسرش، خود را تنها حاکم اعلام کرد. وضعیت ادعایی بی‌سابقه ایرنه به عنوان یک حاکم زن امپراتوری روم (تنها امپراتریس حاکم قبل از او، پولچریا، فقط قبل از اینکه با شوهرش به امپراتریس حاکم مشترک سلطنت کند، فقط چند ماه به تنهایی سلطنت کرد) باعث شد پاپ لئو سوم به اعلام شارلمانی به عنوان امپراتور مقدس روم بپردازد که در روز کریسمس ۸۰۰ به این بهانه که یک زن نمی‌تواند حکومت کند و بنابراین تخت سلطنت روم خالی است کرد. یک شورش و کودتا بزرگ در سال ۸۰۲ ایرنه را که در ویلای خود در خارج از شهر اقامت گزیده بود، سرنگون کرده و او را به جزیره لزبوس به تبعید فرستادند و بجایش نیکه‌فوروس یکم را بر تخت سلطنت نشاندند.

## زندگی‌نامه

### آغار قدرت و فرمانروایی مشترک با کنستانتین ششم

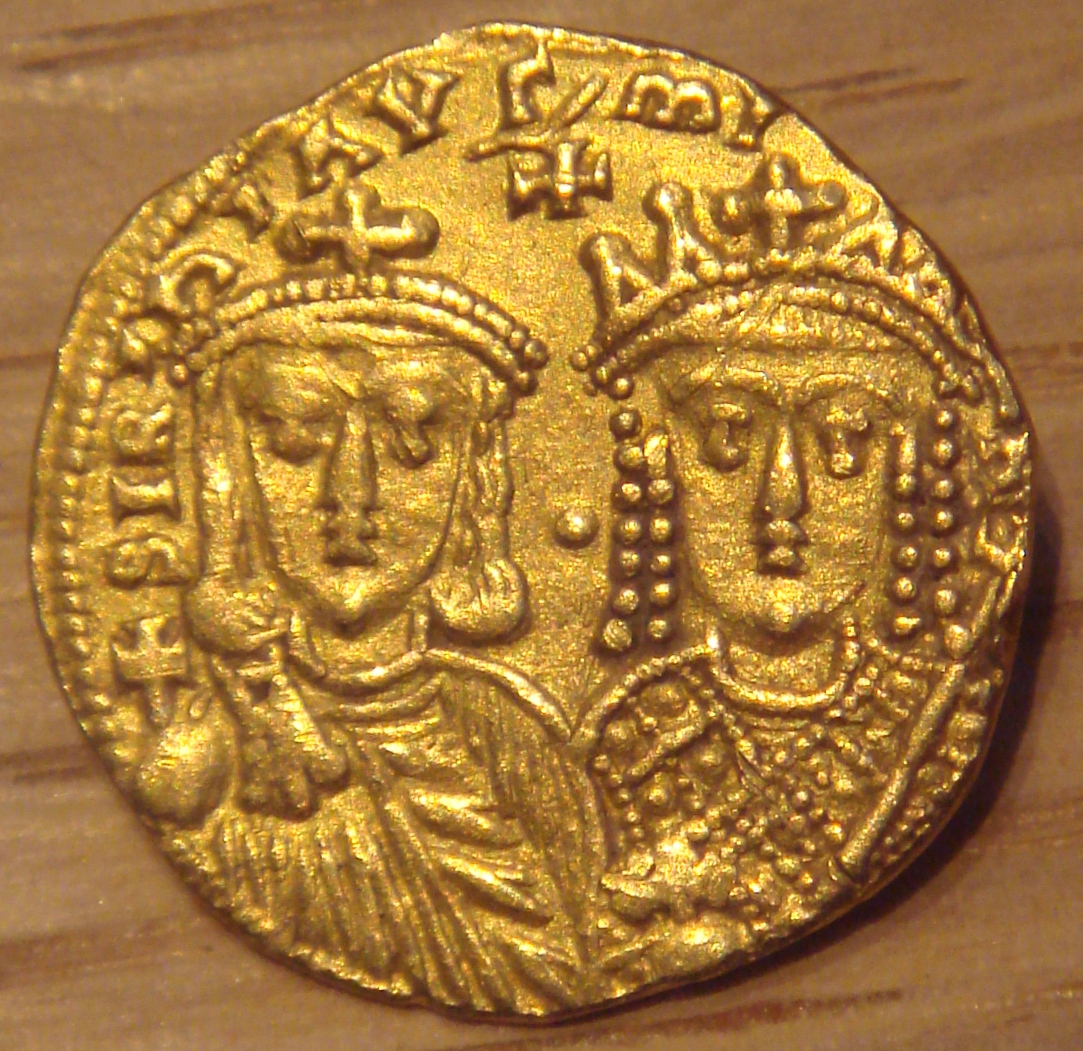
سکه طلای ایرنه همراه پسرش کنستانتین به عنوان فرمانروایان مشترک بیزانس در سالهای بین ۷۸۰ - ۷۹۰

ایرنه همسر لئوی چهارم، امپراتور وقت بیزانس بود. با مرگ لئو در ۷۸۰، پسر ۱۰ سالهٔ آنان کنستانتین با عنوان کنستانتین ششم تحت سرپرستی مادرش ایرنه به امپراتوری رسید. اما خردسالی امپراتور جدید سبب شد تا ایرنه به عنوان نایب‌السلطنه تمام زمام امور را در دست گیرد و هم‌زمان به عنوان امپراتور مشترک با عنوان "ما حکومت هستیم" و با لقب "امپراتور" یا "امپراتریس (ملکه)" نامید و رسماً همراه با فرزندش فرمانروایی کند،
در اکتبر، تنها شش هفته پس از مرگ لئو چهارم، ایرنه با توطئه ای خطرناک به رهبری گروهی از شخصیت های بسیار برجسته روبرو شد که می خواستند سزار نیکیفوروس، برادر ناتنی لئوی چهارم را به سلطنت برسانند. ایرنه دستور داد بارداس (استراتژیست سابق ارمنی)، گریگوری (اشرافزاده حکومتگر) و کنستانتینینوس (از بزرگترین تاجران) را دستگیر کنند و بعد شلاق زده و تبعید کرد. او بزرگانی را که به او وفادار بودند جایگزین همه آنها کرد که نفوذ کنترل کننده اش را در امپراتوری کاملاً تثبیت کرد. او نیکیفوروس و چهار برادرش را به عنوان کشیش خائن منصوب کرد، وضعیتی که آنها را از حکم امپراتوری و ادعای تاج و تخت رد صلاحیت کرد و آنها را زندانی و مجبور به خدمت در ایاصوفیه در روز کریسمس ۷۸۰ کرد. در همان روز، ایرنه تاجی را که شوهرش به عنوان بخشی از صفوف کامل امپراتوری برداشته بود، بازگرداند. گفته می شود که ایرنه با امید به جلب حمایت طرفداران خانواده شوهرش، پیشنهاد کرده است خواهر لئو چهارم آنتوسا به عنوان حاکم موقت مشترک به او بپیوندد، اما گفته می شود که آنتوسا این پیشنهاد را رد کرده است و بعد ایرنه به او دستور بازنشستگی را در صعومه داد.
به نظر می رسد ایرنه از همان ابتدا قدرتی بسیار زیاد بیشتری نسبت به آنچه به طور سنتی از نایب السلطنه های زن به خصوص نایب السلطنه های قدرتمند انتظار می رفت، برای خود به دست آورده است، امپراتریس ایرنه با کفایت و بی هیچ باکی به اداره همه امور پرداخت و برای همدلی با احساسات مذهبی مردم، و بدون سروصدا، اجرای فرمانهای آزار و اذیت تمثال شکنی را خاتمه داد؛ به راهبان اجازه داد که به صومعه ها و منابر وعظ خویش برگردند و اسقفهای عالم مسیحیت را به شرکت در دومین شورای نیقیه (۷۸۷ میلادی) دعوت کرد. این شورا، که با حضور سیصد و پنجاه تن اسقف زیر نظر سفرای پاپ تشکیل شد، احترام گذاشتن به تمثال‌های متبرک (نه پرستش آن‌ها) را از نو معمول داشت، و این عمل را طریقه مشروعی برای ابراز ایمان و پرهیزکاری فرد مسیحی دانست.

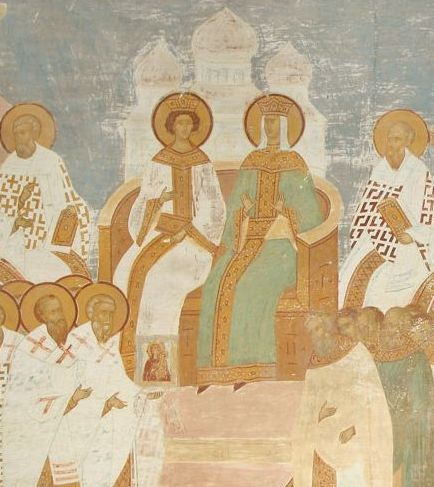
یک عکس در قرن پانزدهم از امپراتریس ایرنه و امپراتور کنستانتین ششم با هم به طور رسمی نشستن بر تخت سلطنت در مجلس شورا و با یک دیگر ریاست می کنند

این ملکه روشی مخالف مکتب ایکونوکلاسم (تمثال شکنی) اتخاذ کرد و با تمام قوا بر اکثریت روحانیون کمک کرد تا مجسمه ها و صورتها را به‌کلیسا برگردانند. به همین علت او را جزو مقدسان کلیسا (سنت ایرنه) شمرده اند و در تقویم کلیسا روزی به نام او اختصاص داده اند.
ازنظر سیاست خارجی، برای اینکه بتواند با مجال بیشتر و فرصت کافی دست به اصلاحات داخلی بزند، به ناچار روش ملایم و معتدل تری در پیش گرفت: در برابر حملات اعراب به کریزوپلیس در سال ۷۸۳ میلادی به عقد پیمانی اقدام کرد و به پرداخت خراج به اعراب تن داد. این پیمان با هارون‌الرشید، پسر خلیفه مهدی، منعقد شد و مقرر گردید که بیزانس، به ازای آتش بسی سی ساله، سالانه۰۰۰/۷۰ یا ۰۰۰/۹۰دینار به مسلمانان پرداخت کند. او حمله اسلاوها به یونان را نیز خاتمه داد. و در ایتالیا ایالت‌های پاپی به سبب ناتوانی قسطنطنیه در برابر مهاجمات لمباردها آشکارا از بیزانس جدا می‌شدند و به ناچار به کارلوونژینها ملحق می گردیدند. رابطه سیاسی میان غرب و بیزانس، با الحاق لمباردی به امپراتوری فرانک، فوق‌العاده تیره و مغشوش شده بود.
بنابراین، ایرنه به این فکر افتاد که، از طریق اصلاح مذهبی، باب مذاکرات را با فرانک ها باز کند و با ایجاد دشمنی بین پین پادشاه فرانک و پاپ پل اول به هدفهای سیاسی خویش برسد. بنابراین، در بهار ۷۸۱ میلادی، بنا به گفته تئوفان، با اعزام دو مأمور عالی‌رتبه به ایتالیا، از شاهزاده خانم روترود، یکی از دختران شارلمان کبیر، پادشاه فرانک، برای کنستانتین ششم خواستگاری کرد. با این درخواست موافقت شد، مشروط به اینکه شاهزاده خانم به سبب قلت سن چندی در غرب بماند و در این مدت به فراگرفتن زبان یونانی مشغول شود تا در آشنایی به رسوم و تشریفات خاص بیزانس دچار اشکال نگردد. بدین طریق، توانست درنتیجه این دادوستد زناشویی، سیاست خارجی بیزانس را با شارلمانی که در آن زمان به اوج قدرت خود رسیده بود مدتی در حال موازنه نگاه دارد تا حد امکان قدرت مطلقه امپراتوری را در دست خود حفظ کند. او برای این نیت به این مقصود خود از هیچ اقدام و جنایتی رویگردان نبود.

### برکناری از قدرت و بازگذشت به قدرت و تلاش برای سرنگونی کنستانتین
در ۷۹۰ میلادی، کنستانتین ششم به سن بلوغ رسید و چون دید که مادرش از تفویض اختیارات به او اکراه دارد بسیار عصبانی شد، او همچنین از نفوذ اقتدارگرانه، سرکوبگرانه و کنترل کننده مادرش ایرنه بشدت مخالف بود و از این که ایرنه هنوز مثل بچه ها با او رفتار می کند کینه ورزید و می خواست قدرت را برای خودش بدست آورد، اما نقشه هایش توسط ایرنه بشدت سرکوب شد، در این مخالفت ها و اختلافات قدرت بین مادر و پسر افرادی دشمنی انها را بیشتر ایجاد کردن، آنها ایرنه را متقاعد کردند که از طریق پیشگویی هایی به آنها اطلاع داده شده است که: "این امر توسط خداوند صادر شده است که پسرت امپراتوری را بدست نیاورد، زیرا این مال تو است که خدا به تو اعطا کرده است." او که فریب خورده بود، مانند زنی ساده ولی فوقالعاده جاه طلب بود، از اینکه واقعاً همه چیز چنین است راضی بود و درک نمی کرد که این مردان بهانه فوق را ارائه داده اند، زیرا آنها می خواستند امور دولت را اداده کنند. مشاوران و وزرا، به ویژه استاوراکیوس که بسیار قدرتمند بود، آشکارا مخالف تصدی قدرت توسط کنستانتین در حق خود و حمایت از رژیم ایرنه بودند که در آن قدرت توسط خودشان اعمال می شد. بنابراین کنستانتین با پیرامون خود ('که تعداد کمی بودند) توطئه کرد تا استاوراکیوس را دستگیر و به سیسیل تبعید کند.
نقشه کنستانتین این بود که او باید قدرت مطلق مادرش بر مرکز امپراتوری را لغو کند و خودش اداره امور را به عهده بگیرد و خودش حکومت کند - او پس از رسیدن به سن قانونی که شایسته حکومت بود می خواست اعلام وظایف را برای خود در امپراتوری کند - اما با زلزله ای که منجر به انتقال شورای دربار به قصر در سنت ماماس شد، نقشه های او خنثی شد. برای ایمنی به استوراکیوس فرصت داده شد تا با نقشه ای توطئه کند و ایرنه را علیه کنستانتین پر کند. ایرنه بعد به همه اعلام کرد که نمی‌خواهد قدرت مطلق خودکامه امپراتور را به پسرش تحویل دهد و به همه افراد بخصوص نیروهای نظامی گفت که اعلام وفاداری کنند که در بیزانس او به عنوان امپراتور ارشد به رسمیت بشناسند، در این باره هیچ کس جرأت مخالفت با فرمان ایرنه را نداشت و سپاهیان اروپا و قسطنطنیه و همه سران دولت، ایالتها و اشراف او را پذیرفتند و اعلام کردن: "تا زمانی که شما زنده هستید ما پسر شما را به هیچ وجه به عنوان امپراتور قبول نداریم و هیچ حکمی از طرف او پذیرفته نیست" اما گروهی کوچک از سربازان ناراضی ارمنی در آسیای صغیر فرمانده خود را دستگیر کردن و بقیه گروهای ارمنی به آنها پیوست و شورش را در استان خودشان بر علیه حکومت مرکزی راه انداختن بقیه سربازان آسیا صغیر نیز از همین روال پیروی کردند و فرماندهان خود را دستگیر کرد و به شورش پیوستند و اعلام فرمانروایی یگانه را برای کنستانتین کردند و گفتند "یک زن نمی‌تواند بر ما و کلیه مقدسین روم با نام خودش حکومت کند و ما نام ایرنه را در مقابل امپراتور کنستانتین قرار نخواهیم داد، اما مانند قبل امپراتور کنستانتین را مقابل ایرنه خواهیم گذاشت"، بعد آنها کنستانتین را از چنگ مادرش در آوردن که در قصر مقدس زندانی شده بود بعد زمانی که کنستانتین قدرت مطلق را کاملاً تصرف کرد، ایرنه را از سمت نایب السلطنه (حاکم مطلق به نام امپراتور) معزول و در یکی از کاخهای امپراتوری تبعید کرد.
اما کنستانتین هرگز نتوانست یک حاکم توانا باشد و دیری نگذشت که آن جوان رئوف و ناتوان بر سر رحم آمد و مادر را به دربار بازگردانید و دوباره مقام ملکه را به او اعطا کرد و او را شریک قدرت امپراتوری خویش ساخت و اعلام کرد که "بخاطر شرایط و بازگشت رفاه و صلح در امپراتوری ایرنه به عنوان شریک و مشاوره او تبدیل می شود و همه او را باسیلیسا (ملکه) خطاب می کنند" (۷۹۲ میلادی). از مراجعت ایرنه به قسطنطنیه و تبدیل شدن به "امپراتریس و شریک امپراتور" و دخالت او در اداره امور کشور سبب شد که آتش کینه و انتقام در دل امپراتریس از اتفاقات قبلاً شعله ور گردد و دربار بار دیگر مرکز فتنه و دسیسه شود و در راس این حیله گری شخص امپراتریس ایرنه قرار گرفت.
برای امپراتریس ایرنه، سلطنت همراه با کنستانتین چندان راضی کننده نبود. او به فعالیت‌های خطرناک و تحریک آمیزی دست زد و باهمکاری عده‌ای از رجال مؤثر در دولت، کل فرماندهان گارد امپراتوری، بیشتر اسقفان ارشد کلیسا قسطنطنیه و عده‌ای زیاد از فرماندهان نظامی منطقه ای توانست با سعایت و فتنه گری خیلی کثیف و ماهرانه، مقام و قدرت مطلق پادشاهی فرزندش را به طور کامل در میان تمام درباریان، نظامیان، ملت و به‌ویژه کلیسا چنان سخت متزلزل سازد و امپراتور کنستانتین هیچ خبری از اوضاع نداشت و ایرنه خودش را به صورت یک ناجی بزرگ برای دولت نشان داد و به اعتبار خود بشدت افزود.

### برکناری کنستانتین و حکومت ایرنه به تنهایی

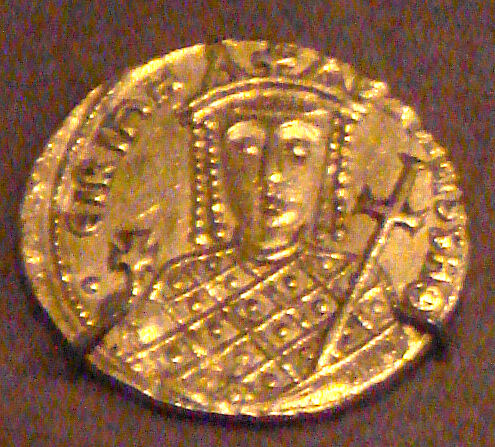
سکه سلطنتی ایرنه به عنوان امپراتور به تنهایی

درنهایت امپراتور، براثر توطئه‌ای بسیار قدرتمندی که مادرش تدارک دیده بود در هنگام غیاب از پایتخت و دادن امور به مادرش به تنهایی، توسط بردگان ایرنه دستگیر و در« قصر مقدس» که بیست و هفت سال قبل در آنجا به دنیا آمده بود محبوس و به امر امپراتریس وادار به استعفاه از مقام امپراتوری و بعد به طرز بسیار ظالمانه ای کور شد. امپراتور زجرها کشید تا مرد و با مرگ او سلسله ایزوری منقرض شد. و با مرگ امپراتور، امپراتریس ایرنه در ۷۹۷ میلادی به قدرت یگانه رسید و تا سال ۸۰۲ میلادی که برکنار شد، به تنهایی حکومت کرد. او حکومتش را با عنوان «امپراتور» آغاز کرد و نام باسیلیوس، و نه باسیلیسا را که اسمی زنانه است، بر خود نهاد (دورانت، ۱۳۷۴، ص ۵۴۹).
ملکه ایرنه (۸۰۲-۷۹۷ میلادی) پس از کور کردن فرزندش و به دست گرفتن زمام امور به تنهایی، روابط خود را با کشیشان و کلیسا مستحکم تر کرد، روحانیون را دلجویی کرد و نواخت و به تعمیر و بنای صومعه‌های متعدد پرداخت و کلیه دیرهای تعمیر شده، به‌ویژه صومعه بزرگ استودیوس در قسطنطنیه را به سبک خاصی تزیین نمود. مؤسسات خیریه بنا نهاد و پایتخت را زیبا کرد و به پیروی از سیاست امپراتوران قرن ششم بیزانس مایل بود در بهبود و توسعه اقتصادیات مملکت بکوشد. ازاین‌رو، در تأمین رفاه و آسایش مردم اهتمام و مجاهدت کافی به خرج داد. قیمت اجناس ضروری مردم به وضع فاحشی کاهش یافت و در تعادل و موازنه دخل و خرج مملکت فعالیت و علاقه زیادی از خود نشان داد.

### برکناری ایرنه
باوجوداین گونه اقدامات مفید، ایرنه در حفظ نظم و امنیت داخلی کشور نتوانست، چنانکه باید، توفیق کامل به دست آورد و اغلب با منازعات و تحریکات فتنه جویان و بزرگان کشور مواجه می‌گشت. این کشمکش‌ها و منازعات روزبه‌روز بحران داخلی را شدیدتر کرد. سرانجام، در ۸۰۲ میلادی هواخواهان بت‌شکنی علم طغیان برافراشتند و، با استفاده از غیبت او، که برای استراحت در کاخ ییلاقی نزدیک قسطنطنیه اقامت داشت، وی را از مقام امپراتوری عزل کردند و نیکه‌فوروس خزانه‌دارش، را امپراتور خواندند. ایرنه چون وضع را چنین دید سر تسلیم فرود آورد و از امپراتور جدید تقاضا کرد که فقط به وی اجازه دهد تا به سلامت و بدون تعرض کسی از پایتخت بیرون رود.
امپراتور جدید چنین وعدهای داد، لیکن وی را به جزیره لسبوس (میتیلین امروزی) تبعید کرد. ایرنه از راه خیاطی روزگار می‌گذراند و ۹ ماه بعد در آنجا، بی‌آنکه پول یا دوستی در دنیا داشته باشد، درگذشت.

### تقدیس ایرنه
تعصب مذهبی ایرنه و تلاش‌هایش برای رفع ممنوعیت استفاده از شمایل‌ها و تمثال‌های مذهبی سبب شد تا کلیسای ارتودوکس یونان او را به عنوان یکی از قدیسه‌های خود اعلام دارد و هرساله روز نهم اوت را به یاد او جشن گیرند.